# 9313 Protea
9313 Protea (1988 CH3) là một tiểu hành tinh vành đai chính được phát hiện ngày 13 tháng 2 năm 1988 bởi E. W. Elst ở Đài thiên văn Nam Âu.